# 帕尔马-迪蒙泰基亚罗
帕尔马-迪蒙泰基亚罗（義大利語：Palma di Montechiaro），是意大利西西里大区阿格里真托省的一个市镇。总面积76.36平方公里，人口24145人，人口密度316.2人/平方公里（2009年）。ISTAT代码为084027。